# Shields (condado de Dodge, Wisconsin)
Shields es un pueblo ubicado en el condado de Dodge en el estado estadounidense de Wisconsin. En el Censo de 2010 tenía una población de 554 habitantes y una densidad poblacional de 8,18 personas por km².

## Geografía
Shields se encuentra ubicado en las coordenadas 43°14′4″N 88°48′58″O / 43.23444, -88.81611. Según la Oficina del Censo de los Estados Unidos, Shields tiene una superficie total de 67.72 km², de la cual 66.35 km² corresponden a tierra firme y (2.03%) 1.37 km² es agua.

## Demografía
Según el censo de 2010, había 554 personas residiendo en Shields. La densidad de población era de 8,18 hab./km². De los 554 habitantes, Shields estaba compuesto por el 97.29% blancos, el 0.72% eran afroamericanos, el 0% eran amerindios, el 0% eran asiáticos, el 0% eran isleños del Pacífico, el 0.54% eran de otras razas y el 1.44% pertenecían a dos o más razas. Del total de la población el 1.99% eran hispanos o latinos de cualquier raza.